# Bartow (Florida)
Bartow es una ciudad ubicada en el condado de Polk en el estado estadounidense de Florida. En el Censo de 2010 tenía una población de 17.298 habitantes y una densidad poblacional de 127,74 personas por km².

## Geografía
Bartow se encuentra ubicada en las coordenadas 27°53′10″N 81°49′18″O / 27.88611, -81.82167. Según la Oficina del Censo de los Estados Unidos, Bartow tiene una superficie total de 135.42 km², de la cual 118.8 km² corresponden a tierra firme y (12.27%) 16.61 km² es agua.

## Demografía
Según el censo de 2010, había 17.298 personas residiendo en Bartow. La densidad de población era de 127,74 hab./km². De los 17.298 habitantes, Bartow estaba compuesto por el 67.63% blancos, el 23.71% eran afroamericanos, el 0.29% eran amerindios, el 1.08% eran asiáticos, el 0.06% eran isleños del Pacífico, el 4.73% eran de otras razas y el 2.5% pertenecían a dos o más razas. Del total de la población el 14.72% eran hispanos o latinos de cualquier raza.